# Dyna Beumer
Pour les articles homonymes, voir Beumer.
Henriëtte Josephine Jeanne Dymphina (Dyna) Beumer (née le 31 août 1856 à Bruxelles (en Belgique) et morte le 9 août 1933 à Rixensart) est une soprano belge. Elle est surnommée « le rossignol belge ». 

## Biographie
Elle est née dans la famille du compositeur et violoniste Henri Beumer et de la pianiste Jeanne Palmira Lambelé. Pendant son enfance, elle est victime d'une chute malheureuse, de sorte qu'une carrière d'actrice (son idée initiale) ou de chanteuse d'opéra est devenue impossible. Le 3 février 1889, elle échappe à la mort. Elle se trouvait dans l'un des compartiments arrière du train impliqué dans le déraillement près de Groenendaal (Hoeilaart) dans lequel 22 personnes ont été tuées. Elle était mariée à Jules Lecocq depuis 1895. Ce dernier était directeur d'opéra à Marseille, Rouen et Montpellier, et directeur d'orchestre à l'opéra-comique de La Haye. 
Elle a reçu sa formation musicale de son père et de sa mère, qui ont travaillé au Conservatoire de Bruxelles. Elle a également bénéficié d'une courte formation dispensée par Francesco Chiaromonte, un chanteur italien, installé à Bruxelles. Elle poursuit ses études à Paris avec le baryton Faure. Elle a également commencé à donner des concerts. Un concert à Bruxelles, auquel assistait le roi Léopold II de Belgique, lui rapporta 15 000 francs, lui permettant de suivre des cours de chant en Allemagne, cofinancés par la reine des Belges Marie Henriette. 
Elle est devenue une célèbre chanteuse de colorature aux Pays-Bas et en Belgique dans les années 1880. Elle chante aux Pays-Bas, en Belgique, au Luxembourg, en Angleterre (Covent Garden) et en France (Opéra comique à Paris), mais aussi au Danemark, aux États-Unis et lors d'une tournée financièrement et artistiquement catastrophique en 1897/8) en Allemagne. Le 29 novembre 1888, elle chante au Concertgebouw sous la direction de Willem Kes dans Lakmé de Léo Delibes. Plus tard, elle se produit au Kurhaus. Elle était chanteuse à la cour néerlandaise (depuis 1884, au temps du roi Guillaume III des Pays-Bas) et belge. Devenue chevalier de l'Ordre de Léopold, membre de l'Ordre de la Couronne elle a également reçu plusieurs autres récompenses. Elle a également reçu une fois un piano d'un roi. 
En 1885, elle chante lors des festivités autour du 700e anniversaire de la ville de Bois-le-Duc. Elle a enseigné pendant un certain temps à La Haye. En 1902, elle se retire du monde du concert actif. 
Elle est morte dans une villa de Rixensart ; la rue sur laquelle se trouvait sa villa a été renommée rue Dyna Beumer. 
Une nièce de la chanteuse se faisait également appeler Dyna Beumer (-Henri). Elle fait ses débuts à l'âge de onze ans à Spa. En 1908, elle devient chanteuse à l'opéra français de La Haye.